# Grays (rivière)
Pour les articles homonymes, voir Grays.
La Grays (anglais : Grays River) est un affluent du fleuve Columbia. Située dans l'État de Washington aux États-Unis, elle mesure environ 48 kilomètres de long. C'est l'un des derniers affluents du fleuve côté Washington avant l'embouchure de celui-ci.
Son bassin versant couvre environ 321 kilomètres carrés.